# Sumvitg
Sumvitg ([ˈsʊmvit͡ɕ]ⓘ, deutsch und bis 1985 offiziell Somvix) ist eine Ortschaft und eine politische Gemeinde im Schweizer Kanton Graubünden. Sie gehört zur Region Surselva.
Die Gemeinde besteht aus zahlreichen Dörfern und Weilern, die in die vier squadras Sumvitg, Cumpadials, Rabius und Surrein gruppiert werden.
- Nördlich des Vorderrheins liegen Cumpadials (962 m ü. M.), Clavadi (1233 m), Sumvitg (1056 m), Siltginas (1249 m), Sogn Benedetg (1277 m), Runs (1003 m), Luven bei Rabius (beide 960 m) und Tschuppina (938 m).
- Südlich des Vorderrheins liegen Pardomat-Dado (996 m), Falens (986 m), Laus (mit Foppas, 1250–1280 m), Surrein (897 m) und im langgestreckten Val Sumvitg (deutsch Somvixertal) die Weiler Portas (1180 m) und Val (1208 m) sowie das Tenigerbad (Bogn Tenigia, 1305 m).

## Geographie

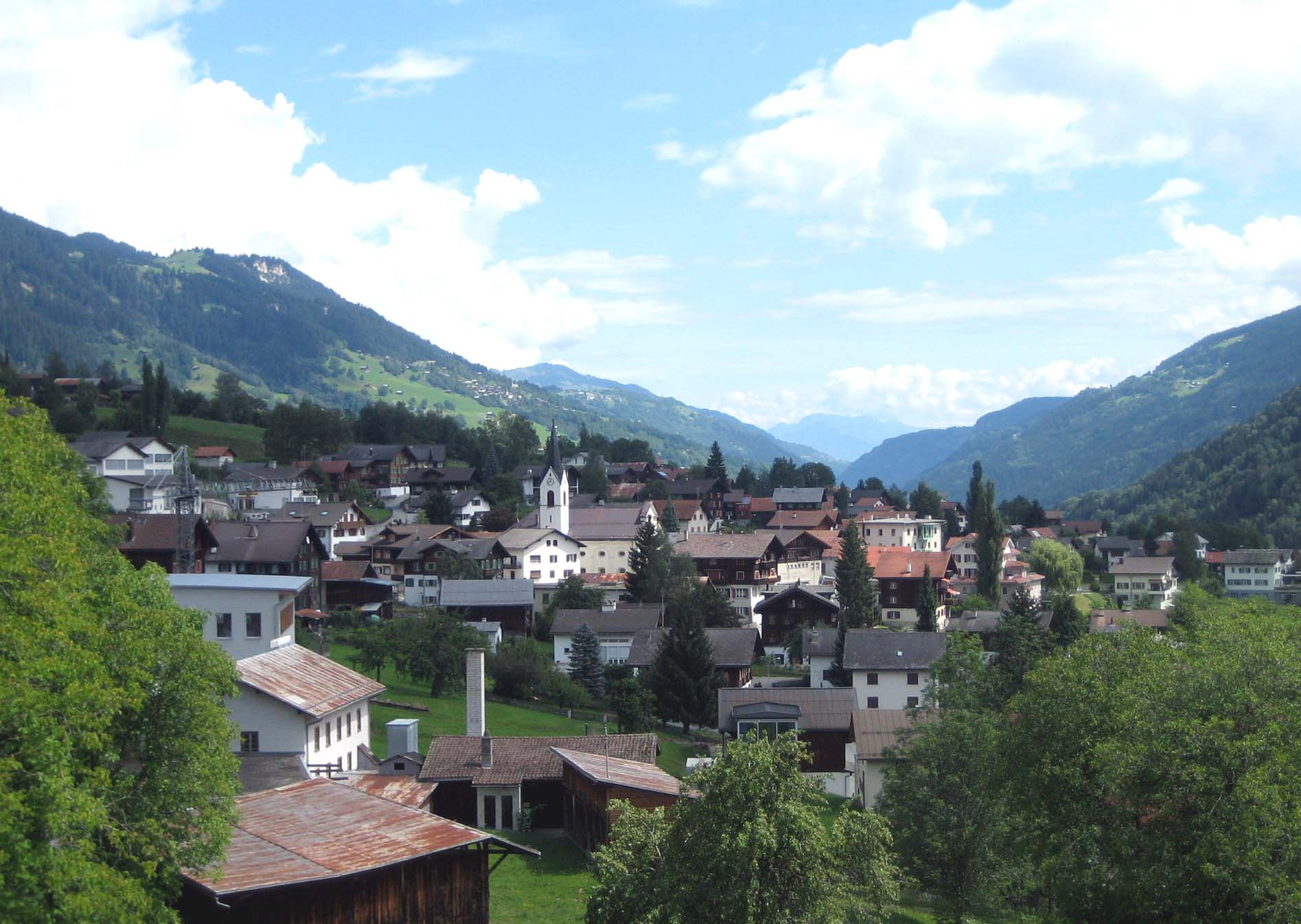
Rabius

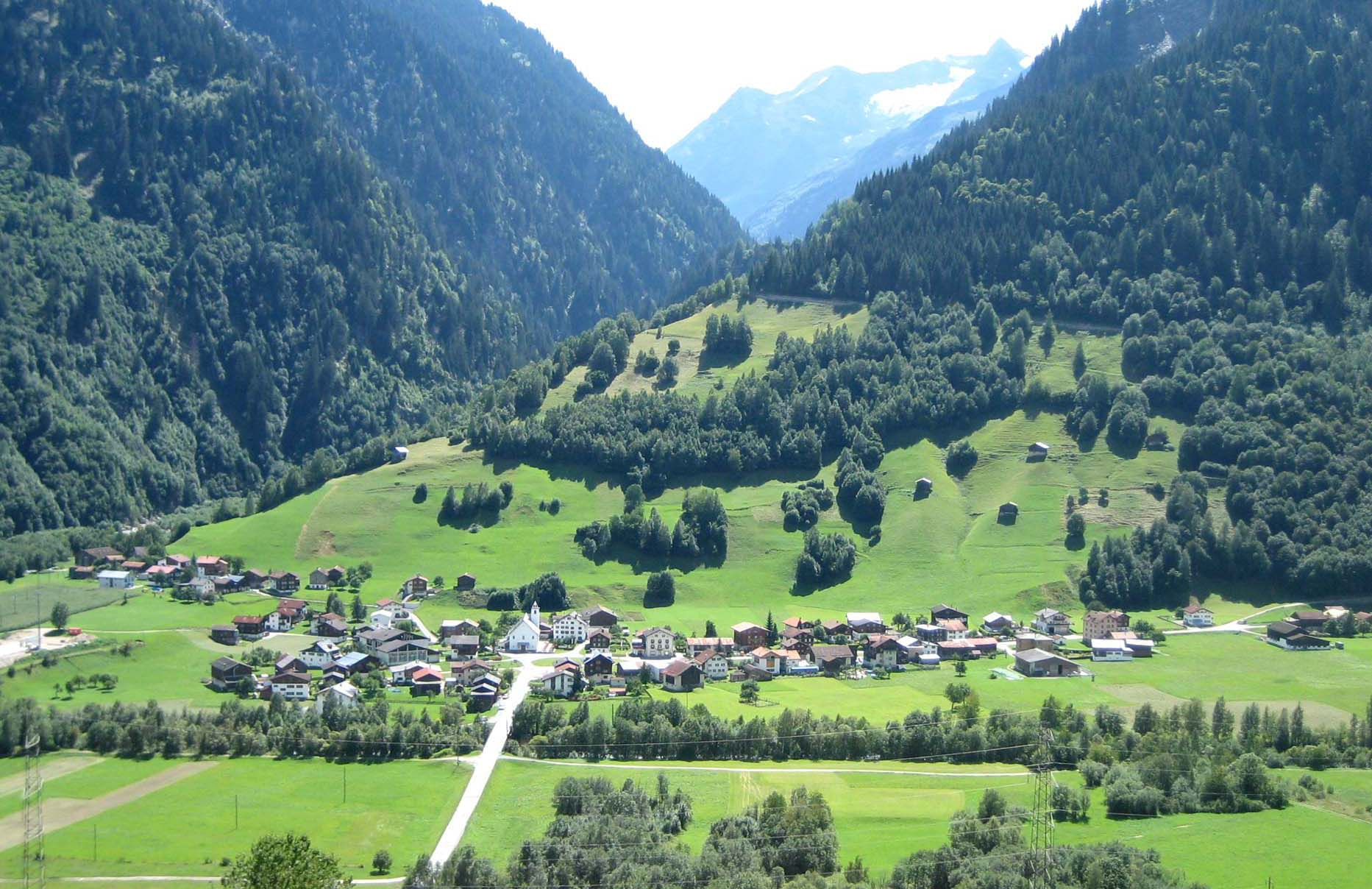
Surrein

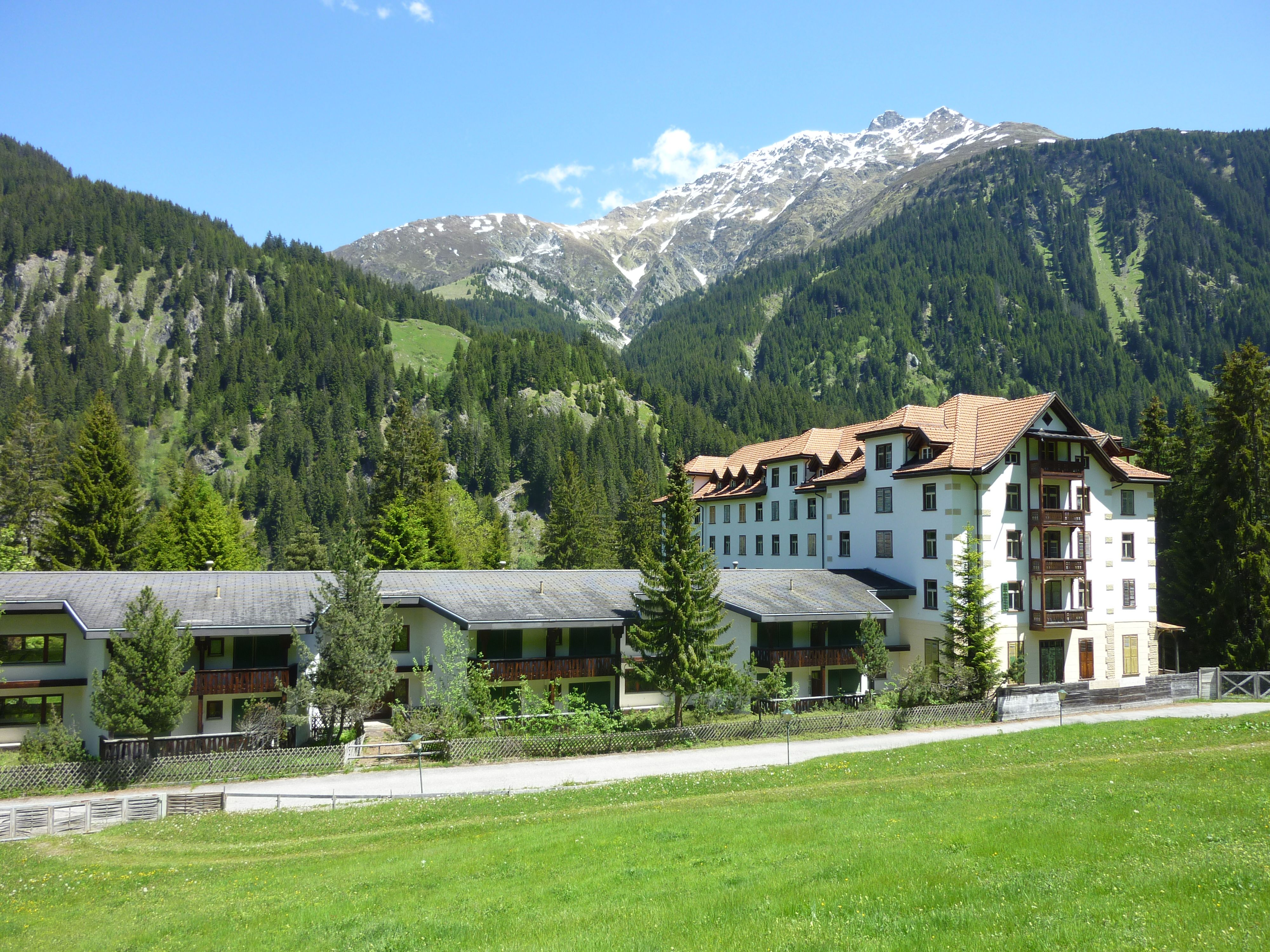
Ehemaliges Thermalbad Tenigerbad im Val Sumvitg

Luftbild von Werner Friedli von 1957

Die grossflächige Gemeinde in der Surselva liegt wie ein von Norden nach Süden liegender Keil quer zum Vorderrheintal. Im Norden grenzt der Ort an den Kanton Glarus – höchster Punkt ist der Tödi (romanisch Piz Russein, 3614 m) – und im Süden reicht das Territorium beinahe bis zum Kanton Tessin. Am Nordhang hoch über dem Vorderrheintal liegt der kleine Lag da Laus, gegenüber im Hochgebirge die Seengruppe Lag Serein. Im Val Russein bei Barcuns auf der nordwestlichen Gemeindegrenze wird das Wasser für das Kraftwerk Russein der Axpo AG gefasst. Der kleine Stausee soll in naher Zukunft durch eine Erhöhung der Mauer vergrössert werden. Im Val Sumvitg bei Runcahez liegen ein Ausgleichsbecken und die Wasserfassung des Rein da Sumvitg der Kraftwerke Vorderrhein.
Zur Gemeinde gehört ein ausgedehnter Gebirgsteil. Nebst dem Tödi im Norden sind der Piz Muraun (2898 m) an der West-, der Piz Vial (3168 m) an der Süd- und der Piz Tgietschen (2858 m) an der Ostgrenze der Gemeinde hervorzuheben. Auch ein Teil der schützenswerten Naturlandschaft Greina gehört zu Sumvitg.
Vom gesamten Gemeindegebiet von fast 102 km² sind 4797 ha (= 47 %) Gebirge und weitere 2731 ha (= 27 %) von Wald und Gehölz bedeckt. Von den 2526 ha, welche landwirtschaftlich genutzt werden können, sind 1956 ha Maiensässe und Alpweiden. Die restlichen 129 ha sind Siedlungsfläche.
Nachbargemeinden sind Disentis/Mustér, Glarus Süd im Kanton Glarus, Trun, Obersaxen Mundaun, Lumnezia und Medel (Lucmagn).

## Geschichte

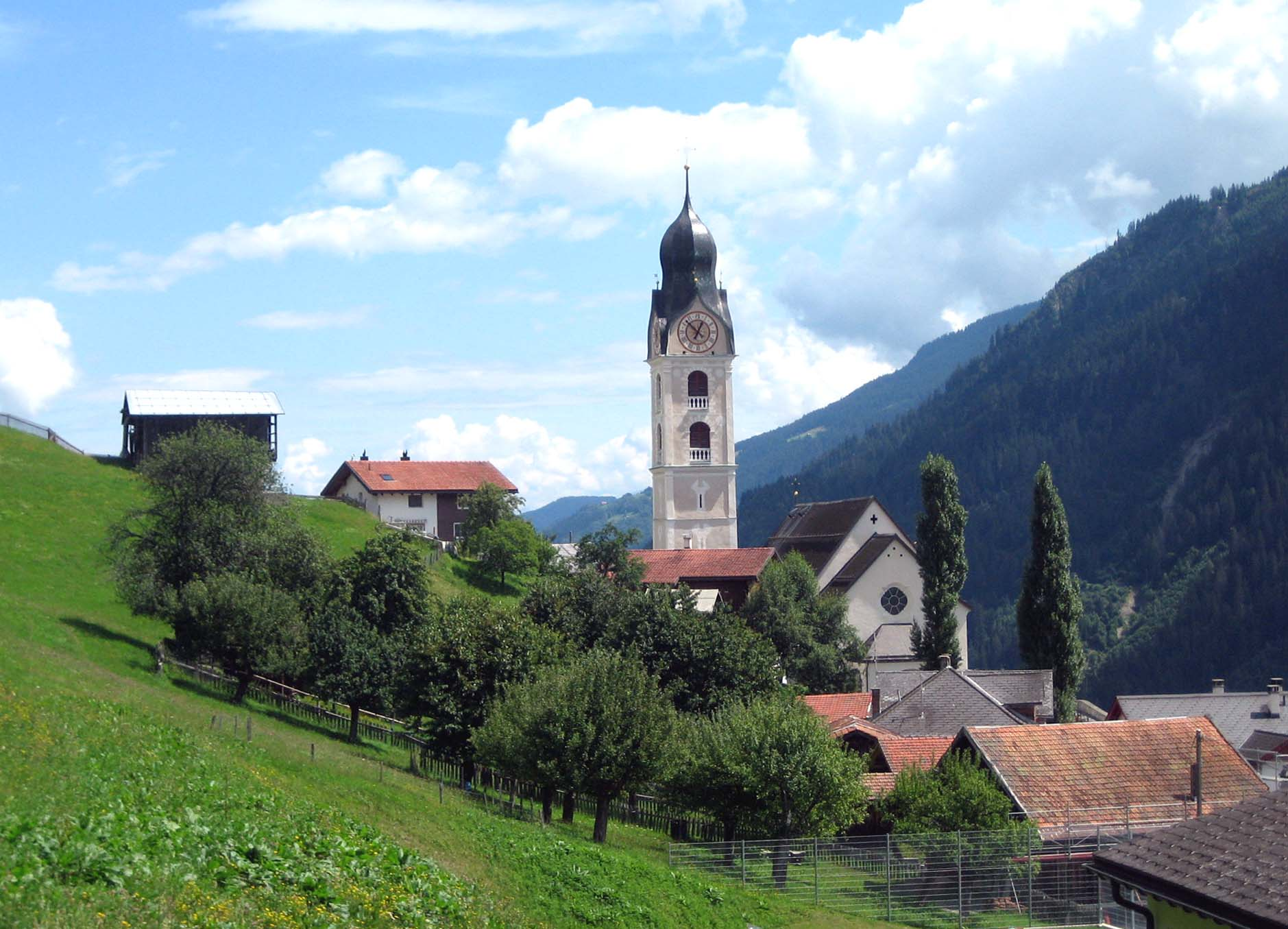
Kirche von Sumvitg

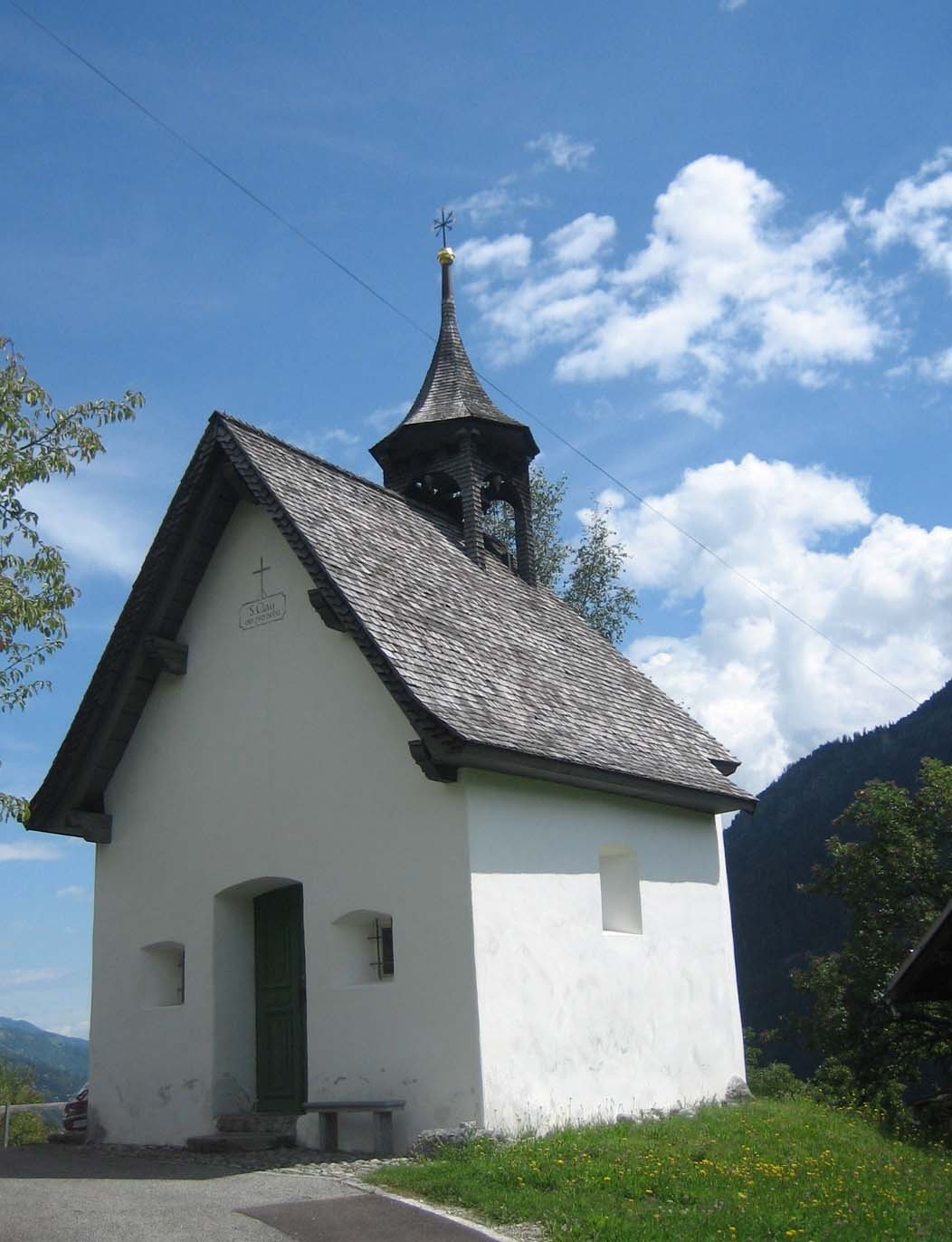
Kapelle in Runs

Auf dem Hügel Chischliun  gibt es eine bronzezeitliche Fundstelle (1600 bis 1100 v. Chr.). 1175 als summovico («oberstes Dorf») urkundlich erwähnt, bildete Sumvitg einen Teil der Cadi des Klosterstaats Disentis. Von den Churer Bischöfen geförderte freie Bauern erschlossen im Frühmittelalter Sumvitg von Trun her bis zur Val Russein , der obersten Grenze der frühmittelalterlichen Kolonisation. Ab dem 9. Jahrhundert machten Klosterleute von Disentis her die Siedlungen in Randlage und das Val Sumvitg urbar. Die Burg Chischliun auf dem Weg nach Sogn Benedetg, wo sich im 13. Jahrhundert bis ca. 1365 Beginen ansiedelten, war im Mittelalter eine Klosterburg. 1252 übertrug das Kloster seine Lehensgüter in Sumvitg den von Pontaningen. Im 13. Jahrhundert ist ein Rittergeschlecht von Somvix dokumentiert. In Sumvitg lebten auch sogenannte äussere Freie von Laax, die sich 1511 ins Gotteshausrecht einkauften.
Die Urpfarrei Sankt Martin entstand im 7./8. Jahrhundert. Die Kollatur der 1175 erwähnten Pfarrkirche St. Johannes Baptist lag beim Kloster Disentis. 1491 wurde die Kirche der Abtei inkorporiert. 1656 bis 1986 stritten sich Weltpriester und das Kloster wegen der Zession der Jurisdiktion an die Abtei. 1748 bis 1767 kam es nach der Entlassung der Kapuziner 1687 bis 1748 erneut zu Wirren. Surrein gehört seit 1786, Rabius seit 1901 nicht mehr zur Pfarrei Sumvitg. In der Gerichtsordnung der Cadi bildete Sumvitg mit Trun bis 1851 bzw. 1854 den vierten Hof. 1744 erfolgte der Auskauf der Klosterzehnten.
Sumvitg war eine traditionelle Bauerngemeinde, in der jedoch ab 1955 viele Betriebe eingingen. 2005 waren noch rund 27 Prozent der Beschäftigten im ersten Sektor tätig. 1854 erfolgte der Anschluss an die neue Kantonsstrasse, 1912 an die Rhätische Bahn. 1944 bis 1947 baute die Patvag AG in der Val Russein ein Kraftwerk, 1956 bis 1968 entstanden die Kraftwerke Vorderrhein der NOK. Die Wasserzinsen bilden die zweitwichtigste Steuerquelle in Sumvitg. Peter Zumthor errichtete 1985 bis 1988 eine bekannte Holzkapelle in Sogn Benedetg. Im Juli 2000 fand der Goldsucher René Reichmuth im Val Sumvitg Gold im Gesamtgewicht von 1,4 Kilogramm. Ein Stück von 400 Gramm vom Sumvitger Gold ist heute im Bündner Naturmuseum in Chur ausgestellt.

## Wappen
| Wappen von Sumvitg | Blasonierung: «Geteilt von Silber und Schwarz, in Schwarz ein sechsstrahliger silberner Stern, in Silber eine schwarze Schachfigur»                                          |
| Wappen von Sumvitg | Das Wappen in den Farben des Grauen Bundes kombiniert den Stern der Maissen mit der Schachfigur der Herren von Hohenbalken, deren Burg am Ostrand des Russeinertobels stand. |

## Bevölkerung
| Bevölkerungsentwicklung | Bevölkerungsentwicklung | Bevölkerungsentwicklung | Bevölkerungsentwicklung | Bevölkerungsentwicklung | Bevölkerungsentwicklung | Bevölkerungsentwicklung | Bevölkerungsentwicklung | Bevölkerungsentwicklung | Bevölkerungsentwicklung | Bevölkerungsentwicklung |
| ----------------------- | ----------------------- | ----------------------- | ----------------------- | ----------------------- | ----------------------- | ----------------------- | ----------------------- | ----------------------- | ----------------------- | ----------------------- |
| Jahr                    | 1850                    | 1900                    | 1950                    | 1960                    | 2000                    | 2004                    | 2010                    | 2012                    | 2014                    | 2020                    |
| Einwohner               | 1353                    | 1205                    | 1674                    | 2004                    | 1313                    | 1383                    | 1281                    | 1247                    | 1240                    | 1104                    |

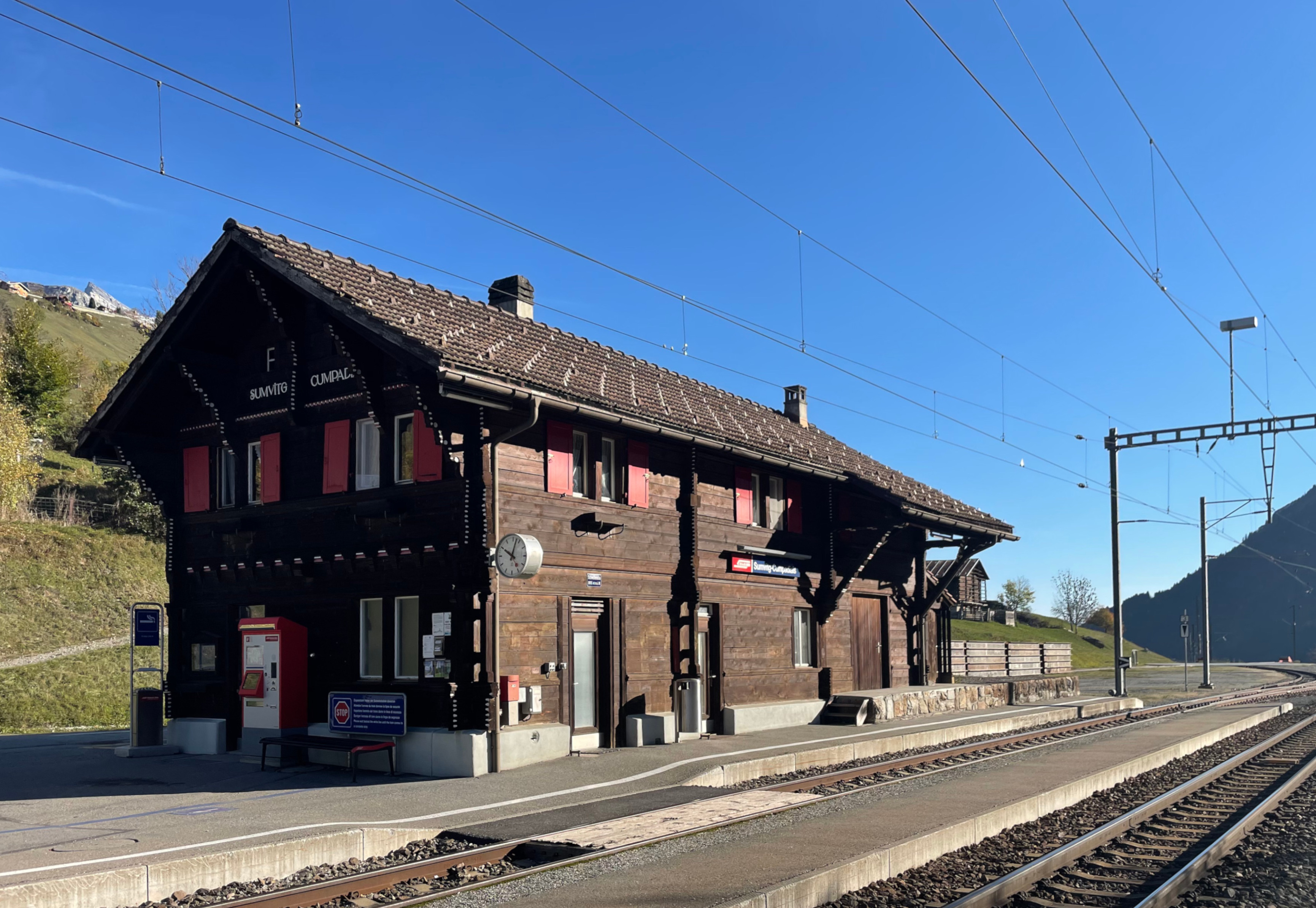
Bahnhof

Sumvitg zählt zu den Gemeinden, welche die angestammte romanische Sprache bis heute bewahren konnten. Bei der Volkszählung 2000 nannten als Hauptsprache: Romanisch 88 %, Deutsch 10 %. Amts- und Schulsprache ist Sursilvan. Von den Ende 2004 1383 Bewohnern waren 1355 Schweizer Staatsangehörige.

## Verkehr
Sumvitg liegt an der Hauptstrasse 19. Nächstgelegener Autobahnanschluss ist Reichenau an der A13. Die Vorderrheinlinie der Rhätischen Bahn bedient ebenfalls die Gemeinde. Auf Gemeindegebiet liegen die beiden Stationen Rabius-Surrein und Sumvitg-Cumpadials. Im Sommer betreibt die Gemeinde einen Kleinbus ins Val Sumvitg.

## Sehenswürdigkeiten

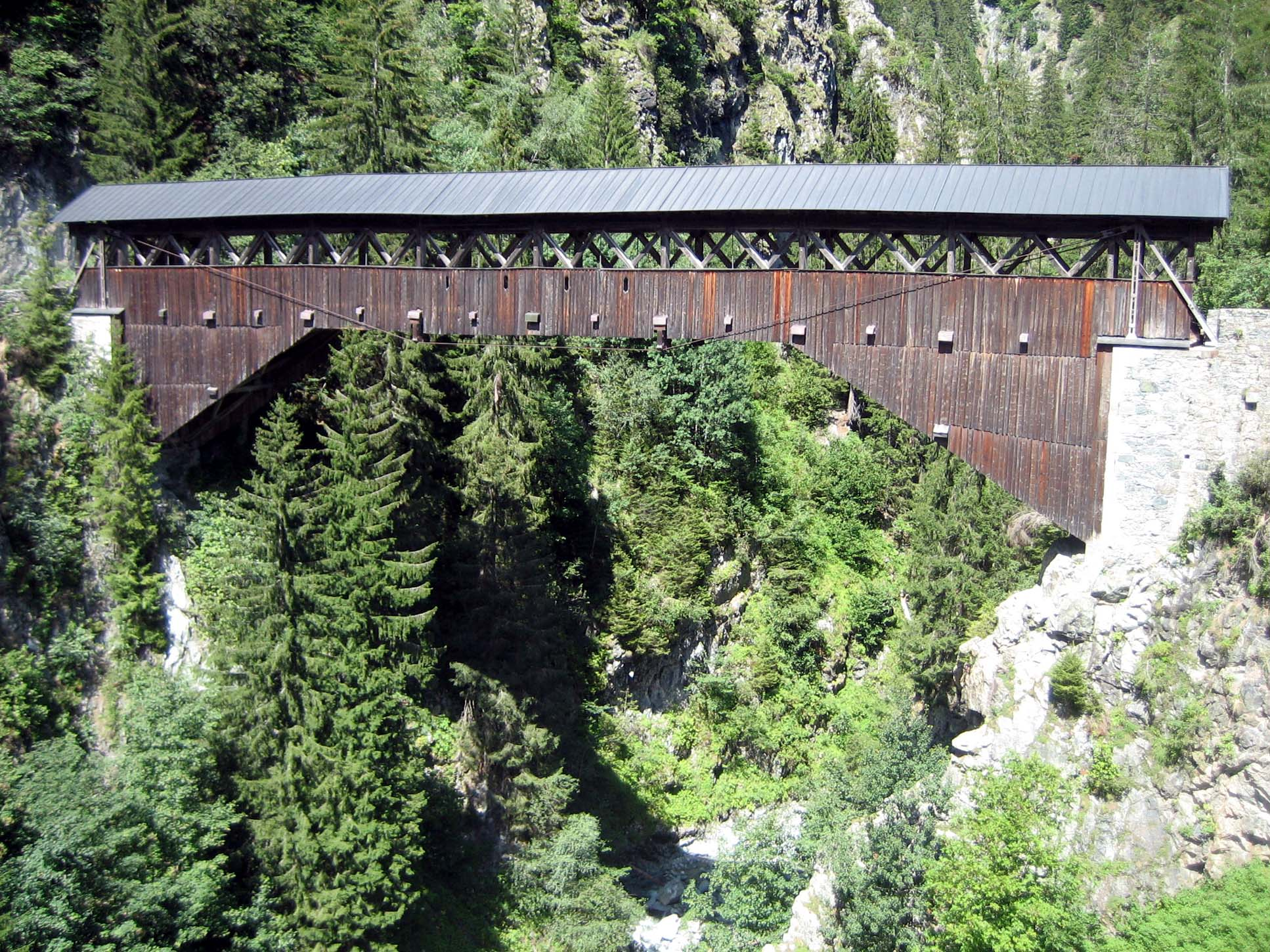
Russeinerbrücke

- Dorfkern von Sumvitg mit katholischer Pfarrkirche S. Gion Battesta mit einem der wohlklingendsten sechsglockigen Geläute der Schweiz[7]
- Caplutta Sogn Benedetg, Kapelle, 1988, Architekt: Peter Zumthor
- Bürgerhäuser Casa Maissen[8] und Casa Schmidt
- alte Russeinerbrücke, Holzbrücke über das Russeinertobel, historische Grenze zwischen den beiden Teilen der Cadi (Sursassiala und Sutsassiala)
- Atelierhaus Jacomet, in Ortschaft Surrein, Architekt: Werner Schmidt[9]
- Greina-Hochebene
- Burgruine Tuor, Stammburg des gleichnamigen Geschlechtes

Weitere Burgruinen auf Gemeindegebiet: Burg Hohenbalken (Tuor Travaulta) bei der Russeinerbrücke; Tuor Sogn Placi vermutlich ein Meierturm des Klosters Disentis beim Hof Bubretsch; Chischliun, ein exponierter Burghügel an der Strasse nach Sogn Benedetg.

## Persönlichkeiten
- Peter Bearth (1902–1989), Geologe, Professor für Petrographie an der Uni Basel und Autor
- Jakob Bundi (1565–1614), Abt und Autor
- Clau Maissen (1621–1678), Landrichter des Grauen Bundes
- Georg Schmid von Grüneck (1851–1932), römisch-katholischer Bischof des Bistums Chur
- Ludwig Maria Paly (1896–1933), Missionar und Märtyrer
- Isabel Morf (* 1957), Autorin von Kriminalromanen
- Leo Tuor (* 1959), Schriftsteller
- Martin Candinas (* 1980), Politiker (2022/23 Nationalratspräsident)